# クローバー・シリーズ 夜霧の街 / 夏の感情
『クローバー・シリーズ 夜霧の街 / 夏の感情』（ - よぎりのまち / なつのかんじょう）は、南沙織6枚目のコンパクト盤。1974年12月1日発売。発売元はCBS・ソニー。規格品番: SOLD-55。

## 解説
CBS・ソニーから発売されていたA面2曲、B面2曲、計4曲を収録したコンパクト盤『クローバー・シリーズ』の南沙織盤第6弾。
カバー曲2曲（『心もよう』と『私は泣いています』）は3rdカバーアルバム『夏の感情』から収録されており、今作の4曲のうち、アルバム『夏の感情』に収録されていないのは『夜霧の街』のみである。

## 収録曲

### Side A
1. 夜霧の街
  - 作詞: 有馬三恵子、作曲・編曲: 筒美京平
2. 心もよう
  - 作詞・作曲: 井上陽水、編曲: 矢野誠
  - 3rdカバーアルバム『夏の感情』からの収録。

### Side B
1. 夏の感情
  - 作詞: 有馬三恵子、作曲・編曲: 筒美京平
2. 私は泣いています
  - 作詞・作曲: りりィ、編曲: 矢野誠
  - 3rdカバーアルバム『夏の感情』からの収録。

## 関連作品
- 『南沙織 クローバー・シリーズ』

クローバー・シリーズ 17才
クローバー・シリーズ 純潔
クローバー・シリーズ 早春の港
クローバー・シリーズ 色づく街
クローバー・シリーズ バラのかげり / ひとかけらの純情
クローバー・シリーズ 17才 / 純潔
クローバー・シリーズ 想い出通り / 女性
クローバー・シリーズ 色づく街 / 哀愁のページ
シンシアのクリスマス
クローバー・シリーズ ひとねむり / 人恋しくて